# Synaphe punctalis
Espèce
Synaphe punctalis, la Clédéobie étroite, est une espèce de lépidoptères (papillons) de la famille des Pyralidae que l'on trouve en Europe.
L'imago a une envergure de 22 à 27 mm.
Il vole de juin à août selon les endroits et est attiré par la lumière.
Sa larve se nourrit sur les mousses.

## Galerie

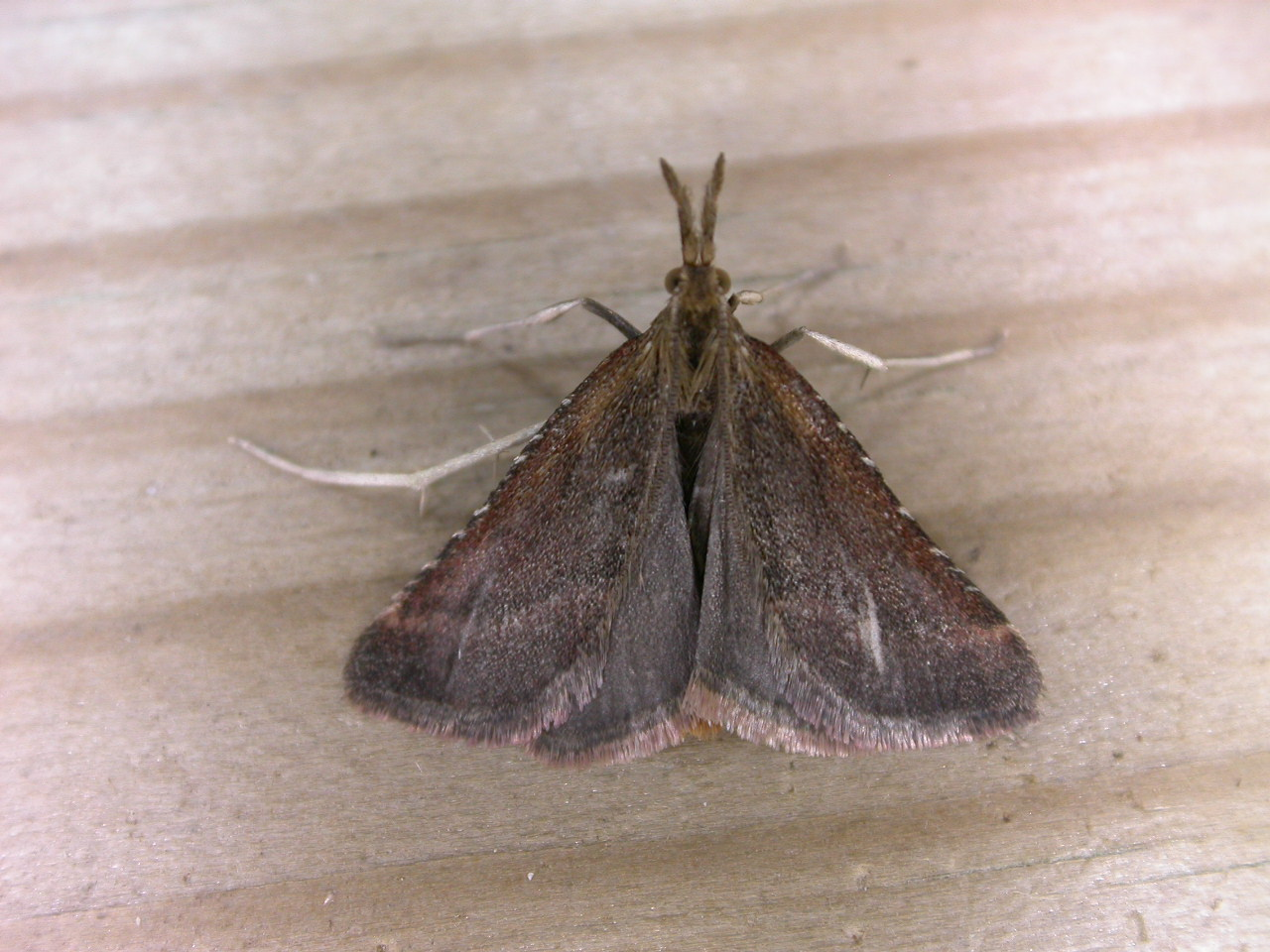